# Deutsche Leichtathletik-Meisterschaften 1943
Die 45. Deutschen Leichtathletik-Meisterschaften wurden am 24. und 25. Juli 1943 im Berliner Olympiastadion veranstaltet. Es handelte sich dabei um die letzten Leichtathletik-Meisterschaften im Zweiten Weltkrieg. Sämtliche verbliebene Wettkämpfe fanden in Berlin statt, ausgelagerte Wettbewerbe gab es nicht.

## Durchführung von Meisterschaften in Kriegszeiten
Die Rahmenbedingungen, unter denen diese Meisterschaften stattfanden, sind eigentlich kaum zu beschreiben: Zerstörung und Tod allerorten durch den Bombenkrieg in den Städten, die Männer im Krieg unterwegs an den Fronten in Europa, tot, verwundet oder in Kriegsgefangenschaft, fortschreitender Völkermord an den Juden durch die Nationalsozialisten, … Aber die Normalität sollte irgendwie aufrechterhalten werden und dazu gehörte auch der Sport.

## Wettbewerbsprogramm
Während es bei den drei vorhergehenden Meisterschaften im Laufe des Kriegs nahezu keine Einschränkungen im Wettkampfprogramm gegeben hatte, wurden nun zahlreiche Wettbewerbe gestrichen. Dies waren bei den Männern:
- 200-Meter-Lauf
- 10.000-Meter-Lauf
- Marathonlauf
- 400-Meter-Hürdenlauf
- 3-mal-1000-Meter-Staffel
- sämtliche Wettbewerbe im Gehen
- Dreisprung
- Waldlauf, der allerdings bereits seit 1937 nicht mehr ausgetragen wurde.

Im damals noch sehr eingeschränkten Frauenprogramm fehlte der 200-Meter-Lauf.
Die folgende Übersicht fasst die Medaillengewinner und -gewinnerinnen zusammen.

## Medaillengewinner Männer
| Disziplin                                   | Gold                                                                        | Leistung        | Silber                                                              | Leistung        | Bronze                                                  | Leistung        |
| ------------------------------------------- | --------------------------------------------------------------------------- | --------------- | ------------------------------------------------------------------- | --------------- | ------------------------------------------------------- | --------------- |
| 100 m                                       | Heinrich Huth (Eintracht Frankfurt)                                         | 11,2 s00        | Konrad Uetz (Luftwaffen SV Tutow)                                   | 11,2 s00        | Ulrich Wolters (VfB Luckenwalde)                        | 11,2 s00        |
| 400 m                                       | Berthold Gilbert (Luftwaffen SV Stralsund)                                  | 49,0 s00        | Werner Enge (TSV Braunschweig)                                      | 49,3 s00        | Herbert Behrend (Hamburger SV)                          | 49,7 s00        |
| 800 m                                       | Heinz Schlundt (SS-Sportgemeinschaft Berlin)                                | 1:56,4 min      | Ekkehard Kamps (Dresdner SC)                                        | 1:56,9 min      | Günter Müller (SCC Berlin)                              | 1:58,0 min      |
| 1500 m                                      | Ludwig Warnemünde (Luftwaffen SV Rerik)                                     | 3:56,8 min      | Heinrich Hochgeschurz (VfL Oberhausen)                              | 3:57,0 min      | Wilhelm Lüders (Luftwaffen SV Rerik)                    | 4:01,8 min      |
| 5000 m                                      | Max Syring (KTV Wittenberg)                                                 | 14:57,8 min     | Charles Heirendt (LAV Schifflingen / Luxemburg)                     | 15:02,0 min     | Alfred Brinkmann (Telefunken Berlin)                    | 15:23,8 min     |
| 110 m Hürden                                | Hans Zepernick (Post-SG Kiel)                                               | 15,3 s00        | Karl Kohlhoff (Berliner Turnerschaft)                               | 16,1 s00        | Rudolf Waneck (TSV 1860 München)                        | 16,2 s00        |
| 3000 m Hindernis                            | Hermann Helber (Reichsbahn-SG Stuttgart)                                    | 9:46,0 min      | Rudolf Tendies (TuS Rudolstadt)                                     | 9:50,8 min      | Otto Milda (TG Berlin)                                  | 9:52,0 min      |
| 4 × 100 m Staffel                           | Eintracht FrankfurtGeorg Lipphardt Fritz Gleim Heinrich Huth Manfred Kersch | 43,6 s00        | DSC BerlinManfred Scheibe Teschner Ulrich Wolters Gerhard Habermann | 43,6 s00        | Luftwaffen SV TutowKrause Konrad Uetz Bernhard Bäumer ? | 44,3 s00        |
| 4 × 400 m Staffel                           | Hamburger SVLudwig Rath Herbert Sonntag Herbert Behrend Heinrich Homburg    | 3:23,4 min      | Luftwaffen SV BerlinHubert Huppertz Hartmann Fritz Mühle Schenk     | 3:25,0 min      | PSV MünchenEugen Vorwitt Seitz Lorenz Eugen Vogt        | 3:25,2 min      |
| Hochsprung                                  | Karl-Heinz Langhoff (WKG Heinkel Rostock)                                   | 1,97 m          | Hermann Nacke (Marine Kiel)                                         | 1,95 m          | Ludwig Koppenwallner (PSV München)                      | 1,85 m          |
| Stabhochsprung                              | Gustav Stührk (DSC Berlin)                                                  | 3,90 m          | Hugo Magris (Post SV Karlsruhe)                                     | 3,70 m          | Willy Thieß (Berliner Turnerschaft)                     | 3,50 m          |
| Weitsprung                                  | Gerd Wagemanns (Luftwaffen SV Berlin)                                       | 7,37 m          | Gerhard Luther (SC Atos Berlin)                                     | 7,25 m          | Manfred Scheibe (DSC Berlin)                            | 7,09 m          |
| Kugelstoßen                                 | Josef Bongen (SG Prag)                                                      | 15,29 m         | Gerhard Kresin (LSV Reinecke Brieg)                                 | 14,25 m         | Karl Jansen (ASV Köln)                                  | 14,04 m         |
| Diskuswurf                                  | Gerhard Hilbrecht (DT Görlitz)                                              | 45,86 m         | Johann Wotapek (Polizei SV Wien)                                    | 45,28 m         | Erwin Blask (Berliner SC)                               | 43,56 m         |
| Hammerwurf                                  | Karl Storch (SG Arolsen)                                                    | 53,96 m         | Karl Hein (SV St. Georg Hamburg)                                    | 51,40 m         | Erwin Blask (Berliner SC)                               | 51,29 m         |
| Speerwurf                                   | Fritz Stracke (TV Jahn Dellwig)                                             | 63,35 m         | Karl Kröninger (Marine)                                             | 61,52 m         | Walter Bohrmann (Eintracht Frankfurt)                   | 60,66 m         |
| Zehnkampf, 1934er W. 2. Zeile: 1985er Wert. | Heinz Hermann (SCC Berlin)                                                  | 6370 P (6168 P) | Ernst Schmidt (Luftwaffen SV Berlin)                                | 6176 P (5960 P) | Ludwig Koppenwallner (PSV München)                      | 6129 P (5963 P) |

## Medaillengewinnerinnen Frauen
| Disziplin                                      | Gold                                                                    | Leistung       | Silber                                                                      | Leistung       | Bronze                                                     | Leistung       |
| ---------------------------------------------- | ----------------------------------------------------------------------- | -------------- | --------------------------------------------------------------------------- | -------------- | ---------------------------------------------------------- | -------------- |
| 100 m                                          | Christel Schulz (TV Münster 1862)                                       | 12,5 s         | Erika Biess (SCC Berlin)                                                    | 12,5 s         | Ida Kühnel (MTV 1879 München)                              | 12,6 s         |
| 80 m Hürden                                    | Maria Domagala (SuS 09 Dinslaken)                                       | 12,2 s         | Siegfriede Prater (SC 1903 Weimar)                                          | 12,3 s         | Luise Pollak (Bonner FV)                                   | 12,3 s         |
| 4 × 100 m Staffel                              | MTV 1879 MünchenElfriede Mayerhofer Ida Kühnel Maria Sturm Erika Eckelt | 49,5 s         | Hamburger Turnerbund von 1862Storz Wilckens Liselotte Siemsen Ruth Schwanck | 50,3 s         | Eintracht FrankfurtSowa Resi Gugler geb. Kurz Horn Haxel   | 50,4 s         |
| Hochsprung                                     | Gunda Friedrich (TG Würzburg)                                           | 1,60 m         | Hildegard Gerschler (Dresdner SC)                                           | 1,55 m         | Ingrid Leonhardt (Reichsbahn-SV Rheine)                    | 1,55 m         |
| Weitsprung                                     | Elfriede Brunemann (TK Hannover)                                        | 5,69 m         | Edeltraud Boeck (TSG Landsberg)                                             | 5,69 m         | Hertha Prade (TSG Reichenberg)                             | 5,67 m         |
| Kugelstoßen                                    | Lilli Unbescheid (MTV Karlsruhe)                                        | 12,82 m        | Ine Mayer-Bojana (Graz)                                                     | 12,80 m        | Elfriede Kirchhof (Bielefelder TG)                         | 12,72 m        |
| Diskuswurf                                     | Paula Mollenhauer (SV St. Georg 1895 Hamburg)                           | 41,56 m        | Anna Hagemann (Hessen-Preußen Kassel)                                       | 41,10 m        | Hilde Walther (VfV Spandau)                                | 39,95 m        |
| Speerwurf                                      | Inge Wolf geb. Plank (1. FC Nürnberg)                                   | 45,44 m        | Anneliese Steinheuer (ASV Köln)                                             | 44,30 m        | Herma Bauma (Danubia Wien)                                 | 43,94 m        |
| Fünfkampf, offiz. Wert. 2. Zeile: 1980er Wert. | Maria Staudt (Reichsbahn SV Limburg)                                    | 334 P (3142 P) | Ruth Böllinghaus (Barmer TV 1846 Wuppertal)                                 | 307 P (3027 P) | Gerda Rothemund geb. Schwartau (SV St. Georg 1895 Hamburg) | 299 P (2986 P) |